# Петроја (Перуђа)
Петроја је насеље у Италији у округу Перуђа, региону Умбрија.
Према процени из 2011. у насељу је живело 66 становника. Насеље се налази на надморској висини од 573 м.